# レアンドロ・ダミアン・ダ・シウバ・ドス・サントス
レアンドロ・ダミアン・ダ・シウバ・ドス・サントス（Leandro Damião da Silva dos Santos、1989年7月22日 - ）は、ブラジル・パラナ州ジャルジン・アレグレ出身のプロサッカー選手。ポジションはフォワード。元ブラジル代表。
2021年のJ1リーグの最優秀選手賞（MVP）、及び得点王受賞者。

## クラブ経歴
アトレチコ・イビラマの下部組織に所属する17歳までサンパウロの貧しい地区でプレーするアマチュア選手で、プロクラブの下部組織に所属した経験はない。1500円程度のギャラで時折他チームの助っ人としてプレーすることもあった。
2009年にSCインテルナシオナルへ入団。2010年にはリーグ戦で7得点を記録し、2010年8月19日に行われたコパ・リベルタドーレス決勝のCDグアダラハラ戦2ndレグでは途中交代で出場すると勝ち越しゴールを挙げチームを優勝へ導いた。レコパ・スダメリカーナのCAインデペンディエンテ戦では2試合にフル出場し1stレグで1得点、2ndレグで2得点を挙げた。2013年には、ナポリが獲得に乗り出したが移籍は成立しなかった。サントスでプレーしていた2014年、ACミランからオファーを受けるも、サントスでのプレーを選んで残留した。
2016年2月4日、スペイン・ラ・リーガのレアル・ベティスへシーズン終了までのレンタル契約で加入した。2月27日のラージョ・バジェカーノ戦でラリーガデビューを果たしたが、ベティスでは3試合に出場したのみに終わった。
2016年7月14日、フラメンゴに加入。同年はフラメンゴとサントスでプレイし、セリエAで15試合2得点を記録した。2017年は前半をフラメンゴで、後半を自身初のブラジレイロ・セリエB所属のインテルナシオナルでプレイし、リーグ戦24試合11ゴールを記録してインテルナシオナルのブラジレイロ・セリエA復帰に大きく貢献した。また公式戦35試合15ゴールを記録した。2018年もインテルナシオナルでプレイし、ブラジレイロ・セリエA26試合10ゴールを記録した。同シーズン限りで退団することを発表した。
2018年12月14日、J1リーグ・川崎フロンターレへ完全移籍で加入することが発表された。2月16日、Jリーグスーパーカップの浦和レッズ戦でJリーグデビュー、後半7分に移籍後初ゴールとなる決勝弾を決め、チームの勝利に貢献。3月10日の横浜F・マリノス戦でJリーグ初ゴールを含む2ゴールを記録した。7月19日、Jリーグワールドチャレンジのチェルシー戦で交代出場から、後半42分に決勝点を決め勝利に貢献｡シーズンを通じて一定の成績は残したが、完全なレギュラー獲得とまではいかず、23試合9ゴールという成績でシーズンを終えた。2019シーズンのシュート決定率で3割3分3厘は、リーグトップの成績であった。
2020年シーズン、7月7日に行われたFC東京との多摩川クラシコではシーズン初得点と3アシストで4-0での勝利に貢献した。第29節のガンバ大阪戦では先制点を決め勝利、リーグ優勝を果たした。シーズン中、小林悠とプレータイムを分け合う形も多かったが、昨シーズンを上回る13ゴールを挙げた。2021年元旦、天皇杯決勝のガンバ大阪戦では三笘薫の決勝点をアシストした。
2021年シーズンから副キャプテンに就任。序盤から好調を維持し、4-3-3のセンターフォワードに定着。Jリーグ第11節 のセレッソ大阪戦でシーズン初ゴールを含む2ゴールをあげると、その後もハイペースで得点を重ね、第25節のサンフレッチェ広島戦で来日以降のキャリアハイとなる14ゴール目を記録する。最終成績は23得点となり、得点王のタイトルを前田と分け合った。上記に加え、J1の月間表彰も併せて4度受賞するなどの活躍を見せ川崎のリーグ2連覇に貢献、同年の最優秀選手賞（MVP）を受賞した。ACLではグループステージ第5節、大邱FCとの対戦で移籍後初のハットトリックを決めている。
2022年、開幕戦のFC東京戦でゴールを挙げるスタートを切ったが、8月20日のアビスパ福岡戦での負傷により 以降の試合に出場することなくシーズンを終えた。
2023年も負傷離脱で出場は少なかったが、シーズン後半には先発出場に返り咲き天皇杯決勝でも先発出場した。12月10日契約満了が発表された。

## 代表経歴
ブラジル代表として、2011年3月27日、親善試合のスコットランド戦でA代表デビューを果たした。同年9月6日のガーナとの親善試合で代表初得点となる決勝点を挙げた。
ロンドンオリンピックにも出場し、6得点を挙げ得点王となった。2013年、コンフェデレーションズカップに臨むメンバーに選出されていたが、怪我で大会への参加を辞退した。

## 個人成績
| 国内大会個人成績 | 国内大会個人成績   | 国内大会個人成績 | 国内大会個人成績 | 国内大会個人成績 | 国内大会個人成績 | 国内大会個人成績 | 国内大会個人成績 | 国内大会個人成績 | 国内大会個人成績 | 国内大会個人成績 | 国内大会個人成績 |
| 年度             | クラブ             | 背番号           | リーグ           | リーグ戦         | リーグ戦         | リーグ杯         | リーグ杯         | オープン杯       | オープン杯       | 期間通算         | 期間通算         |
| 年度             | クラブ             | 背番号           | リーグ           | 出場             | 得点             | 出場             | 得点             | 出場             | 得点             | 出場             | 得点             |
| ブラジル         | ブラジル           | ブラジル         | ブラジル         | リーグ戦         | リーグ戦         | ブラジル杯       | ブラジル杯       | オープン杯       | オープン杯       | 期間通算         | 期間通算         |
| ---------------- | ------------------ | ---------------- | ---------------- | ---------------- | ---------------- | ---------------- | ---------------- | ---------------- | ---------------- | ---------------- | ---------------- |
| 2010             | インテルナシオナル | 19               | セリエA          | 25               | 7                | 0                | 0                | -                | -                | 25               | 7                |
| 2011             | インテルナシオナル | 9                | セリエA          | 28               | 14               | 0                | 0                | -                | -                | 28               | 14               |
| 2012             | インテルナシオナル | 9                | セリエA          | 19               | 7                | 0                | 0                | -                | -                | 19               | 7                |
| 2013             | インテルナシオナル | 9                | セリエA          | 26               | 5                | 5                | 0                | -                | -                | 31               | 5                |
| 2014             | サントス           | 9                | セリエA          | 26               | 6                | 5                | 0                | -                | -                | 31               | 6                |
| 2015             | クルゼイロ         | 9                | セリエA          | 23               | 4                | 2                | 1                | -                | -                | 25               | 5                |
| スペイン         | スペイン           | スペイン         | スペイン         | リーグ戦         | リーグ戦         | 国王杯           | 国王杯           | オープン杯       | オープン杯       | 期間通算         | 期間通算         |
| 2015-16          | レアル・ベティス   | 12               | ラ・リーガ       | 3                | 0                | 0                | 0                | -                | -                | 3                | 0                |
| ブラジル         | ブラジル           | ブラジル         | ブラジル         | リーグ戦         | リーグ戦         | ブラジル杯       | ブラジル杯       | オープン杯       | オープン杯       | 期間通算         | 期間通算         |
| 2016             | フラメンゴ         | 18               | セリエA          | 15               | 2                | 0                | 0                | -                | -                | 15               | 2                |
| 2017             | フラメンゴ         | 18               | セリエA          | 7                | 3                | 2                | 0                | -                | -                | 9                | 3                |
| 2017             | インテルナシオナル | 22               | セリエB          | 17               | 8                | 0                | 0                | -                | -                | 17               | 8                |
| 2018             | インテルナシオナル | 9                | セリエA          | 26               | 10               | 2                | 1                | -                | -                | 28               | 11               |
| 日本             | 日本               | 日本             | 日本             | リーグ戦         | リーグ戦         | リーグ杯         | リーグ杯         | 天皇杯           | 天皇杯           | 期間通算         | 期間通算         |
| 2019             | 川崎               | 9                | J1               | 23               | 9                | 5                | 1                | 3                | 1                | 31               | 11               |
| 2020             | 川崎               | 9                | J1               | 34               | 13               | 4                | 1                | 2                | 0                | 40               | 15               |
| 2021             | 川崎               | 9                | J1               | 35               | 23               | 2                | 1                | 5                | 1                | 42               | 25               |
| 2022             | 川崎               | 9                | J1               | 23               | 5                | 2                | 0                | 1                | 0                | 26               | 5                |
| 2023             | 川崎               | 9                | J1               | 12               | 3                | 2                | 0                | 3                | 1                | 17               | 4                |
| ブラジル         | ブラジル           | ブラジル         | ブラジル         | リーグ戦         | リーグ戦         | ブラジル杯       | ブラジル杯       | オープン杯       | オープン杯       | 期間通算         | 期間通算         |
| 2024             | コリチーバ         | 9                | セリエB          |                  |                  |                  |                  |                  |                  |                  |                  |
| 通算             | ブラジル           | ブラジル         | セリエA          | 195              | 58               | 16               | 2                | -                | -                | 211              | 60               |
| 通算             | ブラジル           | ブラジル         | セリエB          | 17               | 8                | 0                | 0                | -                | -                | 17               | 8                |
| 通算             | スペイン           | スペイン         | ラ・リーガ       | 3                | 0                | 0                | 0                | -                | -                | 3                | 0                |
| 通算             | 日本               | 日本             | J1               | 127              | 53               | 15               | 3                | 14               | 3                | 156              | 60               |
| 総通算           | 総通算             | 総通算           | 総通算           | 342              | 119              | 20               | 4                | 14               | 3                | 386              | 126              |

| 年度 | クラブ             | 州リーグ | 出場 | 得点 |
| ---- | ------------------ | -------- | ---- | ---- |
| 2010 | インテルナシオナル | RS州1部  | 8    | 4    |
| 2011 | インテルナシオナル | RS州1部  | 13   | 17   |
| 2012 | インテルナシオナル | RS州1部  | 14   | 11   |
| 2013 | インテルナシオナル | RS州1部  | 17   | 8    |
| 2014 | サントス           | SP州1部  | 13   | 5    |
| 2015 | クルゼイロ         | MG州1部  | 12   | 9    |
| 2017 | フラメンゴ         | RJ州1部  | 10   | 4    |
| 2018 | インテルナシオナル | RS州1部  | 4    | 0    |
| 通算 | 通算               | 通算     | 91   | 58   |
その他公式戦
- 2017年
  - プリメイラ・リーガ (ブラジル)（英語版） - 1試合0得点
- 2019年
  - スーパーカップ - 1試合1得点
- 2021年
  - スーパーカップ - 1試合0得点

| 国際大会個人成績 | 国際大会個人成績   | 国際大会個人成績 | 国際大会個人成績 | 国際大会個人成績 | 国際大会個人成績   | 国際大会個人成績   | 国際大会個人成績 | 国際大会個人成績 |
| 年度             | クラブ             | 背番号           | 出場             | 得点             | 出場               | 得点               | 出場             | 得点             |
| CONMEBOL         | CONMEBOL           | CONMEBOL         | スダメリカーナ杯 | スダメリカーナ杯 | リベルタドーレス杯 | リベルタドーレス杯 | クラブW杯        | クラブW杯        |
| ---------------- | ------------------ | ---------------- | ---------------- | ---------------- | ------------------ | ------------------ | ---------------- | ---------------- |
| 2010             | インテルナシオナル | 19               | -                | -                | 1                  | 1                  | 1                | 0                |
| 2011             | インテルナシオナル | 9                | -                | -                | 8                  | 4                  | -                | -                |
| 2012             | インテルナシオナル | 9                | -                | -                | 10                 | 6                  | -                | -                |
| 2015             | クルゼイロ         | 9                | -                | -                | 9                  | 4                  | -                | -                |
| 2016             | フラメンゴ         | 18               | 1                | 0                | -                  | -                  | -                | -                |
| 2017             | フラメンゴ         | 18               | 1                | 1                | 2                  | 0                  | -                | -                |
| AFC              | AFC                | AFC              | ACL              | ACL              | -                  | -                  | クラブW杯        | クラブW杯        |
| 2019             | 川崎               | 9                | 6                | 2                | -                  | -                  | -                | -                |
| 2021             | 川崎               | 9                | 5                | 6                | -                  | -                  | -                | -                |
| 2022             | 川崎               | 9                | 3                | 2                | -                  | -                  | -                | -                |
| 2023-24          | 川崎               | 9                | 5                | 1                | -                  | -                  | -                | -                |
| 通算             | CONMEBOL           | CONMEBOL         | 2                | 1                | 30                 | 15                 | 1                | 0                |
| 通算             | AFC                | AFC              | 29               | 11               | -                  | -                  | -                | -                |

その他国際公式戦
- 2011年
  - レコパ・スダメリカーナ - 2試合3得点

## 代表歴

### 試合数
- 国際Aマッチ 17試合 3得点（2011年-2013年）[32]

| ブラジル代表 | 国際Aマッチ | 国際Aマッチ |
| 年           | 出場        | 得点        |
| ------------ | ----------- | ----------- |
| 2011         | 4           | 1           |
| 2012         | 10          | 1           |
| 2013         | 3           | 1           |
| 通算         | 17          | 3           |

## タイトル

### クラブ
SCインテルナシオナル
- コパ・リベルタドーレス（2010）
- カンピオナート・ガウショ：3回（2011, 2012, 2013）
- レコパ・スダメリカーナ（2011）

CRフラメンゴ
- カンピオナート・カリオカ（2017）

川崎フロンターレ
- J1リーグ：2回（2020、2021）
- Jリーグカップ（2019）
- 天皇杯 JFA 全日本サッカー選手権大会：2回（2020、2023）
- スーパーカップ：2回（2019、2021）

### 個人
- ロンドンオリンピック 得点王（2012）
- J1リーグ・最優秀選手賞（2021）
- J1リーグ・ベストイレブン（2021）
- J1リーグ・得点王（2021）
- J1リーグ・月間MVP：2回（2021.4、2021.11.12）
- J1リーグ・月間ベストゴール：2回（2021.2.3、2021.5）
- AFCチャンピオンズリーグ・ベストイレブン（2021）